# Детски пясъчник
Детският пясъчник е нисък, широк контейнер или плитка падина, пълна с мек (плажен) пясък, в който децата могат да играят. Остър пясък (какъвто се използва в строителната индустрия) не е подходящ за такава употреба. Много собственици на къщи с деца изграждат пясъчници в задните си дворове, защото за разлика от повечето съоръжения за детски площадки, те могат да бъдат конструирани лесно и евтино.

## История
Германските пясъчни градини са първата организация на детски игри в публични пространства. Германските „пясъчни градини“ са разклонение от 1850 г. на работата на Фридрих Фрьобел по детските градини. Пясъчните градини са въведени в Америка от Мари Елизабет Закржевска, започвайки от родния ѝ град Бостън. Вдъхновена от германските пясъчни градини, които е наблюдавала по време на посещението си в Берлин през лятото на 1885 г.
Джоузеф Лий се счита за „основател на движението за детски площадки“.

## Галерия
- Пясъчник в Централния парк на Алънтаун, САЩ, 1900
- Деца с играчки за пясъчник, Амстердам, ок. 1935 г.
- Детска площадка със спираловиден слайд в рамките на голяма пясъчник
- Пясъчник, Ерфурт, Германия, 1955 г.
- Мобилен пясъчник с дъждобран
- Със сменяем защитен капак, превръщащ се в двойна пейка
- Пясъчни пайове
- Екологичен пясъчник, заобиколен от тъкани растения, Виена, Австрия, 2012 г.